# Hannes Müller (Hockeyspieler)
Hannes Wulf Müller (* 18. Mai 2000 in Köthen) ist ein deutscher Hockeyspieler, der 2023 Weltmeister und 2024 Olympiazweiter wurde.

## Leben
Hannes Wulf Müller lernte das Hockeyspielen in seinem Heimatverein dem Cöthener HC 02, wo er bis zu seinem Wechsel 2016 zum Uhlenhorster HC spielte. Er stammt somit aus dem gleichen Klub wie unter anderem Martin Zwicker oder Max Bädelt.
Schon im frühen Kindesalter erreichte er mit seiner Mannschaft Erfolge bei überregionalen Turnieren. So gewann er 2013, als B-Knabe, den Spreepokal in Güstrow, welcher als inoffizielle „Ostdeutsche-Meisterschaft“ im Knabenbereich gilt. Mit seinem Wechsel zum UHC stand er erstmals auch bei nationalen Wettkämpfen auf den Platz, so gewann er 2016 die Deutsche Meisterschaft (Jugend B) auf dem Feld. Sein erstes U-16 Nationalmannschaftsspiel bestritt er im Mai 2015 in Frankreich. Er absolvierte insgesamt über 30 Spiele und war für die U-21 Europameisterschaft 2017 in Valencia nominiert. 2017 schoss er im Finale der Deutschen Meisterschaft der Jugend A, gegen den Mannheimer HC, im Shoot Out das entscheidende Siegestor (4:2) für den UHC. Im Januar 2018 nahm er im Zuge der Europameisterschaft im Hallenhockey in Antwerpen an seinem ersten A-Länderspiel teil und belegte mit der deutschen Nationalmannschaft den 3. Platz. Bei der Weltmeisterschaft 2023 in Bhubaneswar wirkte Müller in allen sieben Spielen mit, so auch im Finale gegen Belgien. Deutschland wurde im Shootout Weltmeister, wobei Müller seinen Penalty verwandeln konnte. Bei den Olympischen Spielen 2024 in Paris gewann die deutsche Mannschaft ihre Vorrundengruppe vor den Niederländern, die im direkten Vergleich mit 1:0 bezwungen wurden. Mit einem 3:2 gegen die Argentinier und einem 3:2 im Halbfinale gegen die Inder erreichten die Deutschen das Finale gegen die Niederländer. Nach der regulären Spielzeit stand es 1:1 und dann unterlagen die Deutschen im Shootout.
Bis zum 16. August 2024 bestritt Müller 74 Länderspiele, davon zehn in der Halle.
Sein Vater ist der ehemalige DDR-Nationalspieler Wulf Müller, welcher derzeit Trainer beim Tresenwalder HC ist. Sein Bruder spielt beim Cöthener HC in der 2. Bundesliga.

## Privatleben
Hannes Wulf Müller wuchs in Köthen auf, bis er im Jahr 2016 nach Hamburg zog und sein Abitur im Jahr 2019 an der Eliteschule des Sports am Alten Teichweg absolvierte.

## Auszeichnungen
- 2018: Eliteschüler des Sports an der Eliteschule des Sports am Alten Teichweg in Hamburg[14]
- 2020: Eintrag in das Goldene Buch der Stadt Köthen[14]